# Прапор Ізмаїльського району
Пра́пор Ізмаї́льського райо́ну — офіційний символ Ізмаїльського району Одеської області, затверджений 24 листопада 2009 року рішенням сесії Ізмаїльської районної ради.

## Опис
Прапор являє собою прямокутне полотнище та складається з вісьмох трикутників, розміщених за годинниковою стрілкою в такому порядку: спочатку синій, червоний, білий, зелений, жовтий, а потім зелений, білий та червоний. Синій та жовтий трикутники розміщені основами до верхнього і нижнього країв, відповідно.

## Інші версії

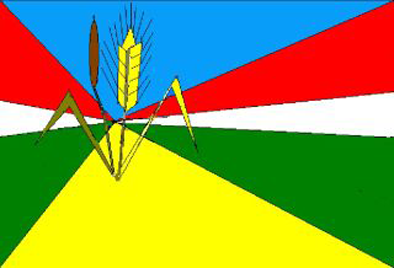
Прапор Ізмаїльського району, що використовувався у 2006–2009 роках

Перший варіант прапора було затверджено 31 січня 2006 року. Єдиною його відмінністю від діючого є зображення рогозу та колоска в центрі.